# Пыстрен
Пыстрен (болг. Пъстрен) — село в Болгарии. Находится в Старозагорской области, входит в общину Опан. Население составляет 261 человек.

## Политическая ситуация
В местном кметстве Пыстрен, в состав которого входит Пыстрен, должность кмета (старосты) исполняет Николай Динев Петков (Болгарская социалистическая партия (БСП)) по результатам выборов правления кметства.
Кмет (мэр) общины Опан — Минчо Динев Чавдаров (Болгарская социалистическая партия (БСП)) по результатам выборов в правление общины.